# Antoni Ramallets
Antoni Ramallets i Simón (* 4. Juni 1924 in Barcelona; † 30. Juli 2013 in Vilafranca del Penedès) war ein spanischer Fußballspieler und -trainer.

## Werdegang

### Vereinskarriere
Als 17-Jähriger begann Antoni Ramallets bei CD Europa Barcelona, spielte anschließend, weil der große Verein der Stadt ihn zwar beobachtet hatte, aber zunächst kein Interesse zeigte, bei San Fernando und RCD Mallorca. 1946 verpflichtete der CF Barcelona den Torwart schließlich doch – um ihn sofort an Real Valladolid auszuleihen. Ein Jahr später kam Ramallets zum CF zurück, saß dort aber nur auf der Ersatzbank oder spielte in Barças 2. Mannschaft – bis er wegen einer Augenverletzung des Stammtorhüters Velasco im November 1949 plötzlich erstmals für die Ligamannschaft auflaufen durfte. Diese Chance nutzte er so überzeugend, dass er die bisherige Nummer 1 schnell vergessen machte und in den folgenden 13 Jahren kaum einmal in der Aufstellung fehlte. Mehr noch: nur sieben Monate nach seinem ersten Ligaeinsatz reiste er im Sommer 1950 mit der Nationalelf als Ersatztorhüter zur Weltmeisterschaft (siehe unten).
Bis zu seinem Rücktritt 1962 hat Antoni Ramallets in 473 Pflichtspielen (538 Partien insgesamt) für Barcelona im Tor gestanden und mit seinen großartigen Paraden, aber auch seiner Ruhe und Sicherheit erheblichen Anteil an den zahlreichen Erfolgen des Vereins gehabt. In diesen Jahren wurde er mit dem CF viermal spanischer Meister (manche zählen auch die beiden Titel mit, als er lediglich auf der Ersatzbank saß) und gewann fünfmal den Landespokal. Zweimal wurde er auch persönlich mit dem Trofeo Zamora als Torwart mit den wenigsten Ligagegentoren ausgezeichnet – und hätte es diese Trophäe nicht erst ab der Saison 1958/59 gegeben, hätte er sie schon 1952, 1956 und 1957 gewonnen. Dabei darf nicht vergessen werden, dass Ramallets diese Erfolge in einer Zeit errang, in der die Katalanen mit Europas damals bester Vereinsmannschaft, Real Madrid, einen fast übermächtigen Rivalen im eigenen Lande besaßen.
1952 gewann Ramallets mit Barça die Coupe Latine, 1958 und 1960 den Messepokal. Im Europapokal der Landesmeister wurde er 1961 auch einem größeren deutschen Publikum bekannt, als er im Halbfinale die Stürmer des Hamburger SV um Uwe Seeler nahezu zur Verzweiflung brachte. Dennoch wähnte sich Fußballdeutschland bis wenige Augenblicke vor dem Abpfiff des Rückspiels im Volksparkstadion schon im Endspiel; das aber erreichte nach einem Entscheidungsspiel in Brüssel Barcelona. Dieses Finale verlor der CF dann im Mai 1961 allerdings mit 2:3 gegen Benfica Lissabon, wobei ausgerechnet dem zuverlässigen Torhüter ein Eigentor unterlief.
Mit fast 38 Jahren verabschiedete er sich im heimischen Stadion aus dem Leistungssport.

### Nationalspieler
Zwischen Juni 1950 und Mai 1961 bestritt Ramallets 35 Länderspiele für Spanien.
Sein allererster internationaler Auftritt fand im zweiten Vorrundenspiel der Weltmeisterschaft 1950 in Brasilien statt, als der fast 26-jährige Nationalelfneuling gegen Chile seinen Kasten sauber hielt und daraufhin auch gegen England eingesetzt wurde. In diesem Spiel reagierte Ramallets in einer Vielzahl gefährlicher Situationen nahezu traumwandlerisch sicher und rettete den 1:0-Vorsprung, der Spanien den überraschenden Einzug in die Endrunde der vier Gruppensieger bescherte. Am Tag danach schrieben die Zeitungen von der „Katze von Maracanã“ und meinten damit den Torwart aus Barcelona. Der wurde dann auch nach dem Spiel gegen Uruguay ob seiner sensationellen Verfassung gelobt, wenngleich der Ausgleichstreffer des späteren Weltmeisters zum 2:2-Endstand haltbar schien. Und hätte er wenige Tage später beim 1:6 nicht so glänzend gegen eine wie entfesselt aufspielende Seleçao pariert, Spanien wäre mit einer zweistelligen Packung vom Platz gegangen. Am Ende dieses Turnieres war Ramallets mit seinen Kollegen überraschend WM-Vierter geworden – ein propagandistisch wichtiger Erfolg für das wegen der Franco-Diktatur international relativ isolierte Land und sportlich eine der besten Platzierung, die die Spanier im 20. Jahrhundert erreicht haben. Obwohl er nur vier der sechs spanischen Spiele bestritten hatte und dabei acht Treffer hinnehmen musste, wurde und wird der späte Debütant aus Barcelona als bester Torhüter des Turniers bezeichnet.

### Leben nach der aktiven Zeit
Antoni Ramallets hat nach 1962 einige Jahre als Trainer gearbeitet, unter anderem in Valladolid, Zaragoza, Logroño und Murcia, und gehörte anschließend zwei Jahre zum technischen Beraterstab des FC Barcelona. Danach kehrte er dem Fußball gänzlich den Rücken und arbeitete in einer Bank. Am 30. Juli 2013 starb Ramallets nach langer Krankheit im Alter von 89 Jahren in Vilafranca del Penedès.

## Auszeichnungen
- Spanischer Meister: 1952, 1953, 1959, 1960 (und nominell, aber ohne Einsätze, 1948 und 1949)
- Spanischer Pokalsieger: 1951, 1952, 1953, 1957, 1959
- Europapokal der Landesmeister: Finalist 1961
- Messepokal-Sieger: 1958, 1960
- Gewinner der Coupe Latine: 1952
- 35 A-Länderspiele; Weltmeisterschaftsvierter 1950
- Gewinner des Trofeo Zamora: 1959, 1960